# Mappy
 (mai 2023).
 (mai 2023).
Si vous disposez d'ouvrages ou d'articles de référence ou si vous connaissez des sites web de qualité traitant du thème abordé ici, merci de compléter l'article en donnant les références utiles à sa vérifiabilité et en les liant à la section « Notes et références ».
Pour l’article ayant un titre homophone, voir MAPI.
Pour les articles homonymes, voir ITI.
Pour le jeu vidéo du même nom, voir Mappy (jeu vidéo).
Mappy (anciennement iTi) est un service gratuit français de cartographie et de calcul d'itinéraire, disponible sur navigateurs, mobiles et tablettes. Mappy propose une aide au déplacement pour l’utilisateur grâce à la recherche de : 
- lieux, qui permet de visualiser un quartier, s’immerger dans la ville grâce aux vues 360° dans 320 villes françaises, de réserver un hôtel, un restaurant, etc. ;
- itinéraires, en comparant les déplacements dans tous les modes de transports (voiture, vélo, piéton, transport en commun, train, covoiturage, autocar longue distance, vélo et voiture en libre service, taxi, VTC…), partout en France, et proposant le guidage GPS (sur son application mobile).

## Historique
Depuis sa création en 1987, Mappy propose des recherches de plans, cartes et itinéraires, d'abord sur le Minitel, puis sur le web et le mobile. Le service iTi, ancien nom de Mappy, est édité par Lpri, filiale de Wanadoo (elle-même filiale de France Télécom). Tout d'abord disponible via Minitel (3615 iTi), le service est le premier calculateur d'itinéraire sur ce média. Dès 1992, les itinéraires sont disponibles sur papier grâce au fax (3617 iTi) et au courrier. La couverture géographique atteint 18 pays en 1993. Un an avant la disponibilité du service iTi sur Internet en 1997, une version CD-ROM du service routier est disponible. iTi étend sa gamme de services peu après, en proposant des informations touristiques (1998) puis en permettant la réservation d'hôtel en ligne (1999).
- 1987 : Création par France Télécom du service minitel 3615 iTi et 3617 iTi

- 2000 : En 2000, iTi est rebaptisé Mappy et élargit ses services à l'Europe

- 2002 : Mappy couvre désormais 5 600 000 km de routes et 335 000 localités en Europe.

- 2003 : Mappy propose des photographies aériennes de plus de 60 villes européennes.

- 2006 : l'ensemble du territoire français est couvert grâce à un partenariat avec l'Institut géographique national (IGN) qui fournit les images. Fin 2006, Mappy lance son propre récepteur GPS autonome appelé Mappy Iti.

- 2009 : En octobre 2009, Mappy change de logo et lance la nouvelle version du site puis une application Mappy pour iPhone. Mappy propose une API pour les développeurs et les sociétés, Mappy Connect.

- 2010 : Mappy lance deux applications : une première disponible sur les smartphones équipés d'Android[1] et de Bada. Une seconde nommée UrbanDive, se voulant similaire à Street View, permettant de naviguer virtuellement dans les rues de grandes villes françaises.

- 2011 : L'application Mappy est disponible sur l'iPad début 2011[2].

- 2013 : Mappy lance la visite virtuelle à 360° des commerces dans les grandes villes de France.

- 2014 : Mappy lance MappyCity, une application pour smartphone de calcul d'itinéraire en Île-de-France. Cette application prend en compte les différents moyens de transport franciliens, comme le RER ou les Vélib.

- 2016 : Lancement du 1er comparateur de déplacement multimodal toutes distances [3] intégrant une offre exhaustive de modes de déplacement : voiture, train, vélo personnel ou libre service, voiture partagée, taxi, VTC, piéton, covoiturage, autocar longue distance…

- 2017 : Mappy étend son comparateur multimodal sur son site Web et son application mobile pour iOS et Android, ainsi que le guidage GPS dans son application mobile[4].

- 2018 : Mappy ajoute l'avion dans son comparateur multimodal[5].

- 2020 : RATP Group annonce le rachat de Mappy à SoLocal (ex- Pages Jaunes) et son intégration avec RATP Smart Systems[6],[7].

### Partenariats
Que ce soit sur le web ou sur le mobile, Mappy développe ses services d'aide au déplacement avec une approche multimodale, favorisant l’usage de plusieurs modes de transport dans la ville, mais également intermodale qui facilite le passage d’un mode à un autre lors d’un même déplacement.
Ainsi Mappy a noué des partenariats qui illustrent ce développement : 
- Octobre 2006 : avec la RATP en Île-de-France, permettant de réaliser un itinéraire en Île-de-France en tenant compte des réseaux de transport en commun[8].
- Juillet 2011 : Mappy permet les recherches de covoiturage avec l'entreprise Vadrouille-covoiturage,
- Septembre 2011 : partenariat avec 123deal, permettant de trouver les réductions locales, proposées par  les commerçants[9],
- Septembre 2011 : participation à l'événement « La Vélibienne » et lancement du service de calcul d'un itinéraire à vélo[10].

### Identité visuelle (logo)

Logo de 2000 à 2003.
Logo de juillet 2003 à 2009.
Logo de 2009 à juin 2012.
Logo à partir de janvier 2013.
Logo à partir de janvier 2023.